# Szeroki Bór Piski
Szeroki Bór Piski – wieś w Polsce położona w województwie warmińsko-mazurskim, w powiecie piskim, w gminie Pisz przy drodze krajowej nr  i w pobliżu linii kolejowej Pisz – Szczytno.
W latach 1975–1998 miejscowość administracyjnie należała do województwa suwalskiego.
W 1935 roku na obszarze współczesnej wsi Szeroki Bór Piski rozpoczęto budowę tajnego ośrodka naukowo-badawczego Luftwaffe. W 1951 r. obiekt przejęło Wojsko Polskie, w latach 1953-1954 rozpoczęto budowę osiedla wojskowego, zaś w 1957 roku powstała tu jednostka wojskowa (przeniesiona z Torunia), która funkcjonowała do 1989 r. Nazwa miejscowości oraz status wsi zostały administracyjnie zatwierdzone 14 stycznia 2002.